# Stentorpa
Stentorpa är en by i Föglö kommun på Åland med 12 invånare (2023). Den ligger på ön Degerö och hörde fram till 2006 till Föglö församling, därefter till Ålands södra skärgårdsförsamling.

## Geografi
Stentorpa gränsar i norr mot byn Granboda och i väster mot byn Degerby. I öster har Stentorpa strand mot Näversfjärden med gräns mot byn Sonboda och i söder mot Kyrksundet med gräns mot byn Prästgården. Förutom vattnet kring byn hör också ett skilt vattenområde söder om ön Näversholma tillsammans med ett antal holmar och skär till Stentorpa (se lista längre ner). Till Stentorpa by hör också en del områden på norra delen av ön Näversholma.
Byarna på Degerö har förbindelse med de östra delarna av Föglö via Degerösundsbron över Degerösundet, det sund som skiljer Degerö från Sonbodalandet, och med de västra delerna via Gollansbron över Kyrksundet, sundet som skiljer Degerö från Västersocken.

## Historia
Stentorpa är ursprungligen ett nybygge anlagt på Degerbybornas utmark. Byn är sannolikt en av Föglös äldsta, jämgammal med de större utbyarna (Hastersboda, Sonboda och Björsboda), och sannolikt tillkommen på 1200-talet, kanske redan i slutet av 1100-talet.
Ortnamn med efterleden -torp är relativt ovanliga på Åland, men förekommer i landskapets södra och västra delar, däremot inte i de centrala bygderna. I Lemland finns tre byar med -torp-namn (Hellestorp, Bistorp och Rörstorp) som alla ligger i nära anslutning till traktens urbyar Norrby och Söderby. Likheten med Föglö är påfallande. Stentorpa är den by som ligger närmast Degerby, som rimligen är den by som först anlades i Föglö. Efterleden -torp brukar i medeltida kolonisationsbygder – som det här är fråga om – antas betyda ’utflyttargård’, alltså ett nybygge anlagt på en äldre bys utmark. En sådan betydelse stämmer bra med förhållandena i Stentorpa. Förleden syftar helt säkert på att platsen ansågs ovanligt stenig.
Vi får alltså tänka oss att i slutet av 1100-talet eller början av 1200-talet fann en yngre son i någon gård i den ganska nyanlagda byn Degerby en plats ett stycke österut som han tyckte passade för ett nybygge. Han satte spaden i jorden, fann snart att marken var stenbunden men kämpade på. Resultatet av hans mödor blev bestående: en by som ännu finns kvar närmare tusen år senare. Tyvärr vet vi inte vem han var, pionjären i Stentorpa, men bynamnet antyder att han var en envis och idog person.
Stentorpa är en av få byar i Föglö som omtalas i medeltida källor. I Stockholms stads tänkebok, protokollen från stadens domstol, nämns den 30 maj 1491 en Johan Olofsson i Stentorpa i samband med en arvsangelägenhet. En Jap (Jakob) Jönsson, sannolikt bosatt i Stockholm, hade dött och ärvts av tre systrar och en bror. En syster var gift med Johan Olofsson, en annan med en Jöns Andersson, bosatt i Svärta socken vid Nyköping, och en tredje, Ingeborg, verkar ha varit ogift. Dessutom fanns en bror, Per Jönsson i Degerby, som inte själv var närvarande i Stockholm utan företräddes av sina två svågrar. Den nämnde Johan Olofsson är den första Stentorpabo vi känner till namnet. För att förstå tidsavstånden bör man ha i åtanke att byn på hans tid hade existerat i kanske trehundra år utan att avsätta ett enda spår i bevarade källor. Så fåtaliga är de medeltida dokumenten.

### 1500- och 1600-talet
Det dröjer ytterligare närmare ett halvsekel innan byn åter omtalas. Den äldsta bevarade skatteboken för Åland, från 1537, nämner fyra bönder i Stentorpa: Grels Persson, Sven Mattsson, Erik Andersson och Nils Henriksson. I senare längder, från 1540-talet och framåt, är antalet istället tre. Gårdarna förefaller på 1500-talet ha varit av åländsk normalstorlek och hyfsat välbärgade.
Omkring år 1600 inträffar något katastrofalt som gör att alla tre blir öde. Exakt vad är inte känt. Tiden var fylld av krig och oro – kampen mellan konung Sigismund och hertig Karl pågick – samtidigt som några mycket svåra missväxtår inträffade. Sommaren 1598 låg en större flottstyrka, 25 skepp och 3000 man, i flera veckor vid Flisö, maten tog slut ombord och besättningarna tog vad de behövde i omgivande byar.  Inte bara Stentorpa blev öde vid denna tid utan också hela Degerby och Flisö liksom många andra gårdar runt om i Föglö.
Det dröjde innan Stentorpa åter befolkades. Två gårdar fick nya brukare efter omkring 15 år, den tredje först i början på 1620-talet. Sedan verkar livet successivt ha återgått till det normala. Under återstoden av 1600-talet råder en stabilitet som saknas i många andra Föglöbyar under detta svåra sekel, präglat av långa krig och tunga pålagor.
Den första beskrivningen av Stentorpa finns i 1661 års jordebok. Kärvt och kort konstateras: ”Denna by haver timmer och brännvedskog till nödtorften, elakt mulbete, fjällfiskdräkt medelmåttigt, små humlegårdar för vardera.” Med andra ord: Skog fanns tillräckligt för bönderna, men betet på utmarken var dåligt. Bönderna hade någorlunda möjligheter fiska (främst gädda och abborre) och varsin liten humlegård (humle användes som ölkrydda).

### 1700-talet
Större delen av 1600-talet verkar ha varit en ganska bra tid i Stentorpa. Värre blev det under följande sekel. Liksom alla andra ålänningar tvingades Stentorpaborna på flykt under stora ofreden i början av 1700-talet. Familjerna återvände snabbt efter krigsslutet 1721. Alla tre gårdar var uppenbarligen i bruk redan sommaren 1722. Byn hade blivit svårt skadad under kriget. Det framgår av att bönderna beviljades så mycket som nio skattefria år för att bygga upp gårdarna. Hur skadorna såg ut är obekant förutom att all skog var uppbränd.
Det dröjde inte mer än tjugo år innan nästa krig mot Ryssland (1741–1743). Åter drabbades Stentorpaborna hårt. Den ryska galärflottan hade sina huvudstationer vid Degerby, Flisö och Småsottunga. Kringliggande gårdar härjades svårt. Kreatur togs som mat åt manskapet, hus och gärdsgårdar revs ner och användes till ved. De tre gårdarna i Stentorpa hörde till de totalt arton på Åland som efter kriget ansågs helt förstörda. Återigen fick familjerna i Stentorpa ägna sin kraft åt att bygga upp sina raserade hem.
Den första kartan över byn upprättades 1768 av lantmätaren Christian Braxer. I textdelen räknar han noggrant upp alla åkrar och ängar, fortsätter med hustomter, humlegårdar (små och dåliga) och hagar innan han kommer till skogen som bestod av ung gran- och tallskog samt en del asp och björk och dög till ved och gärdsgårdar. Bönderna kunde också årligen sälja några famnar ved. Någon timmerskog till stugbyggnader fanns inte, utan bönderna måste ”sedan förra ryska fientligheten, då denna skog alldeles blivit uppbränd och förstörd” skaffa timmer från annat håll. Dock fanns, noterade lantmätaren, ”tjänliga och växtliga ämnen därtill här och där i klevarna och dälderna”, så genom en ”försiktig hushållning” kunde bristen på timmer avhjälpas i framtiden. Mulbetet – betet på utmarken – betecknades fortfarande som ”ganska svagt”.
I Stentorpa fanns ett strömmingsnotvarp, beläget på en holme som enligt kartan hette Nötholm. På dagens karta kallas den Notholmen, som ett minne från den tiden då not drogs där (varpet låg på holmens västra sida). Om kartans namn Nötholm (’holmen där det växer nötter’) är ett äldre namn eller om det är en felskrivning för Notholm (’holmen där man drar not’) är oklart. Fjällfisknotvarp, eller lillnotvarp som det står på kartan, fanns på flera ställen kring byns stränder. De gav fisk till husbehov under höstar och vårar, däremot räckte fångsterna sällan till avsalu.
Storskifte förrättades 1837–1838 i Stentorpa. Då skiftades hela byn – åkrar, ängar, skog och holmar. De ägogränser som finns i dag mellan de gamla stomhemmanen härrör från denna tid.

### Befolkningsutveckling
| Befolkningsutvecklingen i Stentorpa 1970–2020 | Befolkningsutvecklingen i Stentorpa 1970–2020 | Befolkningsutvecklingen i Stentorpa 1970–2020 | Befolkningsutvecklingen i Stentorpa 1970–2020 | Befolkningsutvecklingen i Stentorpa 1970–2020 |
| --------------------------------------------- | --------------------------------------------- | --------------------------------------------- | --------------------------------------------- | --------------------------------------------- |
|                                               |                                               |                                               |                                               |                                               |
| År                                            |                                               |                                               | Folkmängd                                     |                                               |
| 1970                                          | 1970                                          |                                               | 23                                            |                                               |
| 1980                                          | 1980                                          |                                               | 16                                            |                                               |
| 1990                                          | 1990                                          |                                               | 15                                            |                                               |
| 2000                                          | 2000                                          |                                               | 13                                            |                                               |
| 2010                                          | 2010                                          |                                               | 11                                            |                                               |
| 2020                                          | 2020                                          |                                               | 10                                            |                                               |
|                                               |                                               |                                               |                                               |                                               |

## Hemmanen
I Stentorpa har åtminstone sedan 1500-talet funnits tre hemman. I jordeböckerna ges de omkring 1730 nummer (1–3) och 1830 också namn.
- 1, Pellas, ursprungligen ett skattehemman, övergick på 1600-talet i kronans ägo på grund av obetalda skatter. Gården köptes åter till skatte den 29 juli 1806 av bonden Per Eriksson (1779–1861). Pellas har namn efter bonden Per Eriksson (1723–1783) eller möjligen efter dennes sonson, som skattköpte gården.[10]
- 2, Mellangård, ursprungligen ett skattehemman, övergick på 1600-talet i kronans ägo på grund av obetalda skatter. Gården köptes åter till skatte den 29 juli 1806 av bonden Erik Johansson (1750–1809). Mellangård har sitt namn av läget i byn.[11]
- 3, Västergård, ursprungligen ett skattehemman, övergick på 1600-talet i kronans ägo på grund av obetalda skatter. Gården köptes åter till skatte den 7 juli 1790 av bonden Erik Johansson (1753–1809). Västergård har sitt namn av gårdens läge i byn.[12]

## Holmar och skär

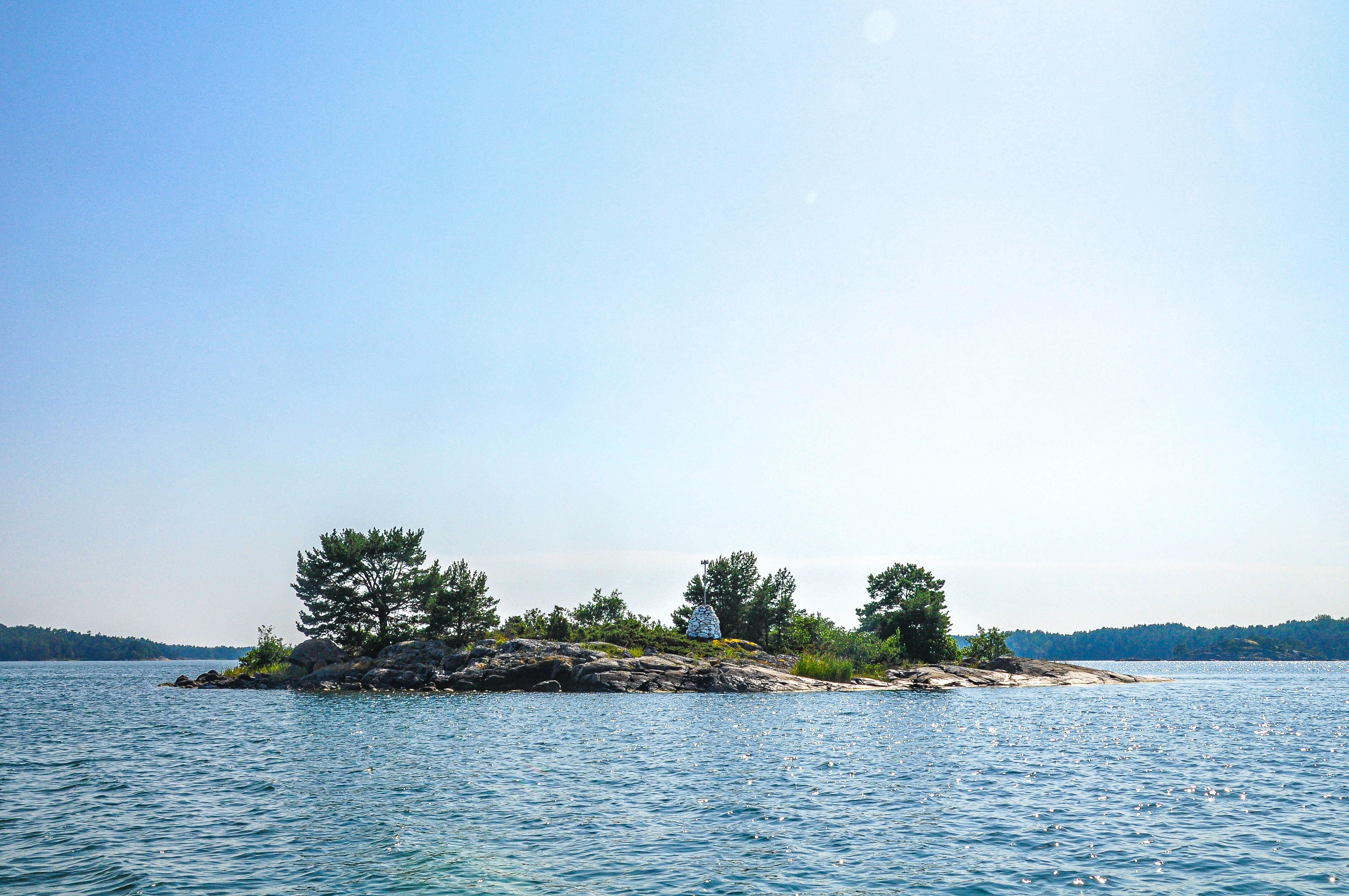
Ett kummel på ett litet, namnlöst skär mellan Flintskär och Åsenholm i vatten som hör till byn Stentorpa. 22 juli 2011.

Bland större holmar och skär som hör till Stentorpa kan nämnas:
- Flintskär (visa på karta), belägen söder om Näversholma, har genom landhöjningen växt samman med Främstholmen, tillsammans är holmarna 3,9 hektar med en största längd på 430 meter, obebyggd.
- Främstholmen (visa på karta), belägen söder om Näversholma, har genom landhöjningen växt samman med Flintskär, tillsammans är holmarna 3,9 hektar med en största längd på 430 meter, obebyggd. Namnen Främstholmen och Ytterstholmen är givna från byns perpektiv, Främstholmen ligger närmast för den som kommer från Stentorpa och Ytterstholmen längst bort.
- Notholmen (visa på karta), belägen söder om Näversholma, 5,3 hektar, största längd 350 meter, bebyggd. Namnet kommer av att holmen på 1700-talet användes för fiske med not (se ovan).
- Ryssholm (visa på karta), största längd 280 meter, obebyggd, har genom landhöjningen växt samman med Svedjeholm, tillsammans är holmarna 13,7 hektar. Ryssholm är tämligen hög, drygt 20 meter över havet.
- Svedjeholm (visa på karta), största längd 480 meter, obebyggd, har genom landhöjningen växt samman med Ryssholm, tillsammans är holmarna 13,7 hektar.
- Ytterstholmen (visa på karta), största längd 280 meter, obebyggd och belägen söder om Näversholma. Namnen Främstholmen och Ytterstholmen är givna från byns perpektiv, Främstholmen ligger närmast för den som kommer från Stentorpa och Ytterstholmen längst bort.
- Åsenholm (visa på karta), belägen söder om Näversholma, största längd 300 meter, bebyggd. Förleden återgår sannolikt på det fornsvenska mansnamnet Åsmund.[14]